# Nerastria lixiva
Nerastria lixiva là một loài bướm đêm trong họ Noctuidae.